# Казурина, Виктория Денисовна
Виктория Денисовна Казурина (род. 27 апреля 1992) — российская самбистка, бронзовый призёр чемпионатов России по самбо 2016 и 2017 годов, бронзовый призёр Кубка России 2015 года, победитель (2016) и серебряный призёр (2017) мемориала Юрия Потапова, мастер спорта России. Студентка Смоленского государственного училища олимпийского резерва. Серебряный призёр чемпионата мира среди студентов 2016 года. Тренировалась под руководством А. В. Мальцева и В. А. Федяева. Выступала во второй средней весовой категории (до 72 кг).

## Спортивные результаты
- Кубок России по самбо 2015 года — [2];
- Чемпионат России по самбо 2016 года — ;
- Мемориал Юрия Потапова 2016 года — [3];
- Чемпионат России по самбо 2017 года — ;
- Мемориал Юрия Потапова 2017 года — [4];